# Lista de atletas brasileiros nos Jogos Olímpicos de Inverno de 1994
A lista a seguir discrimina os atletas brasileiros que participaram da Lillehammer 1994, independentemente de terem logrado êxito na busca por medalhas.
Nos Jogos Olímpicos de Inverno de 1994, os Jogos de Inverno de número XVII, em Lillehammer, na Noruega, o Brasil participou de sua décima oitava Olimpíada, sendo a segunda participação nos Jogos de Inverno, com apenas um atleta do sexo masculino, disputando uma única modalidade de um esporte: O esqui alpino. De 1924 até 1992, os Jogos de Inverno eram realizados entre os meses de janeiro e fevereiro no mesmo ano dos Jogos de Verão, muitas das vezes no mesmo país sede. Os Jogos de 1994 foram os únicos com ciclo de 2 anos, pois o COI desejava ajustar o calendário para que a programação alternasse os eventos a cada biênio, e assim os Jogos de Verão e de Inverno não seriam mais realizados no mesmo ano.
Subsedes:
Na cidade sede ocorreram as competições de biatlo, esqui cross-country, combinado nórdico, esqui estilo livre, salto de esqui, algumas partídas de hóquei no gelo e as cerimônias de abertura e encerramento. Para as demais competições houve as subsedes a seguir: Øyer (esqui alpino, esqui estilo livre e snowboard); Ringebu (esqui alpino); Hamar (patinação artística, patinação de velocidade e patinação de pista curta); Hunderfossen (bobsled, luge e skeleton); Gjøvik (hóquei no gelo e patinação de pista curta).
Na missão chefiada por Guilherme Harada, o atleta brasileiro, Lothar Christian Munder, que esteve nos Jogos anteriores disputando três provas do esqui alpino (downhill, super-G e combinado), disputou nessa edição apenas o torneio de "downhill", ficando na 50.ª posição.
Abaixo segue a relação do esportista brasileiro participante da Lillehammer 1994.

## Esqui alpino
Masculino
| Atleta                  | Modalidade | Rodada 1            | Rodada 2            | Total           | Total           | Referências(s) |
| Atleta                  | Modalidade | Resultado Colocação | Resultado Colocação | Resultado final | Colocação final | Referências(s) |
| ----------------------- | ---------- | ------------------- | ------------------- | --------------- | --------------- | -------------- |
| Lothar Christian Munder | downhill   | _                   | _                   | 1:56.48         | 50.°            | [ 6 ]          |